# Kazujoši Funaki
Kazujoši Funaki (japonsko 船木 和喜), japonski smučarski skakalec, 27. april 1975, Joiči, Hokkaido, Japonska. 
Funaki sodi v generacijo japonskih reprezentantov, ki so dosegali odlične uspehe v 1990. letih in je eden njihovih glavnih predstavnikov. V svetovnem pokalu je nastopal med letoma 1992 in 2012 in v šestnajstih tekmovalnih sezonah zbral 238 nastopov. Dosegel je 15 zmag in 38 uvrstitev na zmagovalni oder. Poleg tega ima po en posamični in ekipni naslov olimpijskega prvaka. Prvak je bil po enkrat tudi na svetovnem prvenstvu in prvenstvu poletov. Ima tudi po eno zmago v razvrstitvi Novoletne in Nordijske turneje. Je še vedno aktiven saj nastopa doma na japonskem na prireditvah nižjega ranga. 

## Začetek skakanja
Funaki se je začel ukvarjati s skoki pri 11 letih. Njegovo rojstno mesto je tudi mesto Jukia Kasaje, Funakijevega vzornika, japonskega heroja, ki je kot prvi Japonec osvojil zlato medaljo na olimpijskih igrah v Saporu leta 1972. 
Prvič je v svetovnem pokalu nastopil v domačem Saporu v  sezoni 1992/93, prvo zmago pa je dosegel v sezoni 1994/95 v Planici na 120-metrski skakalnici. Nekaj tednov kasneje je po 3 tekmah vodil v skupnem seštevku Novoletne turneje, vendar mu je padec na tekmi v Bischofshofnu preprečil osvojitev le-te, zmaga pa je odšla Andreasu Goldbergerju.

## Vrhunec kariere
Višek njegove kariere pa so bile olimpijske igre v Naganu leta 1998, ko je pred domačimi navijači osvojil dve zlati medalji (posamično in ekipno) na veliki in srebrno medaljo za Janijem Soininenom na mali skakalnici. Japonci so v tistem času, ko jih je treniral Slovenec Vasja Bajc, prevladovali tako v svetovnem pokalu, kot na pomembnejših prireditvah. Nato je leto kasneje postal še svetovni prvak v  Ramsauu na srednji skakalnici, ko so Japonci osvojili vsa tri mesta na stopničkah, za Funakijem sta bila še Hideharu Mijahira in Masahiko Harada. Skupaj z japonsko ekipo je bil v letih 1997, 1999 in 2003 svetovni podprvak. 
Njegova najboljša skupna uvrstitev v svetovnem pokalu je 2. mesto iz sezone 1997/98. Pred njim je bil samo zmagovalec Sven Hannawald. Prav tako je v isti sezoni osvojil Novoletno turnejo. Drugi je bil tudi v seštevku poletov.
Nato je od sezone 2000-01 dosegal povprečne rezultate in ni bil konkurenčen najboljšim. Je pa skakalni svet nekoliko presenetil z nepričakovano zmago v domačem Saporu v sezoni 2004/05, potem ko je do takrat v sezoni osvojil samo 5 točk. To je bila njegova zadnja, petnajsta zmaga. 
Na najvišjem nivoju tekmovanj je vztrajal do leta 2012, ko je v starosti 37 let opustil nastope v svetovnem pokalu. Ostal pa je aktiven na domačih tekmah na japonskem. 

## Dosežki v svetovnem pokalu

### Uvrstitve po sezonah
| Sezona  | Skupno | Poleti | JP  | Novoletna | Nordijska |
| ------- | ------ | ------ | --- | --------- | --------- |
| 1992-93 | –      | –      | N/A | –         | N/A       |
| 1994-95 | 4.     | 7.     | N/A | 2         | N/A       |
| 1995-96 | 33.    | 19.    | 39. | 28.       | N/A       |
| 1996-97 | 3      | 3      | 4.  | 10.       | 1         |
| 1997-98 | 2      | 2      | 4.  | 1         | 8.        |
| 1998-99 | 4.     | 4.     | 3   | 5.        | 2         |
| 1999-00 | 14.    | 9.     | 13. | 13.       | 14.       |
| 2000-01 | 30.    | 40.    | N/A | 46.       | –         |
| 2001-02 | 11.    | N/A    | N/A | 25.       | 9.        |
| 2002-03 | 30.    | N/A    | N/A | 33.       | 34.       |
| 2003-04 | 40.    | N/A    | N/A | 44.       | 39.       |
| 2004-05 | 30.    | N/A    | N/A | 52.       | 57.       |
| 2008-09 | 63.    | –      | N/A | –         | –         |
| 2009-10 | –      | –      | N/A | –         | –         |
| 2010-11 | 58.    | –      | N/A | –         | N/A       |
| 2011-12 | –      | –      | N/A | –         | N/A       |

Opomba: oznaka N/A pomeni, da tekmovanja ni bilo na sporedu

### Zmage (15)
| Št. | Sezona  | Datum             | Prizorišče             | Skakalnica                        | Velikost  |
| --- | ------- | ----------------- | ---------------------- | --------------------------------- | --------- |
| 1.  | 1994-95 | 10. december 1994 | Planica                | Srednja Bloudkova K90             | Srednja   |
| 2.  | 1994-95 | 4. januar 1995    | Innsbruck              | Bergiselschanze K110              | Velika    |
| 3.  | 1996-97 | 14. december 1996 | Harrachov              | Čerťák K120                       | Velika    |
| 4.  | 1996-97 | 4. januar 1997    | Innsbruck              | Bergiselschanze K110              | Velika    |
| 5.  | 1996-97 | 12. marec 1997    | Kuopio                 | Puijo K-95 (night)                | Srednja   |
| 6.  | 1996-97 | 14. marec 1997    | Oslo                   | Holmenkollbakken K112             | Velika    |
| 7.  | 1997-98 | 29. december 1997 | Oberstdorf             | Schattenbergschanze K115          | Velika    |
| 8.  | 1997-98 | 1. januar 1998    | Garmisch-Partenkirchen | Große Olympiaschanze K115         | Velika    |
| 9.  | 1997-98 | 4. januar 1998    | Innsbruck              | Bergiselschanze K110              | Letalnica |
| 10. | 1997-98 | 25. januar 1998   | Oberstdorf             | Heini-Klopfer-Skiflugschanze K185 | Letalnica |
| 11. | 1997-98 | 21. marec 1998    | Planica                | Bloudkova velikanka K120          | Velika    |
| 12. | 1998-99 | 10. januar 1999   | Engelberg              | Gross-Titlis-Schanze K120         | Velika    |
| 13. | 1998-99 | 24. januar 1999   | Saporo                 | Ōkurayama K120                    | LH        |
| 14. | 1998-99 | 6. marec 1999     | Lahti                  | Salpausselkä K90 (niočna tekma)   | Srednja   |
| 15. | 2004-05 | 5. februar 2005   | Saporo                 | Ōkurayama HS134 (nočna tekma)     | Velika    |